# كرة القدم الأمريكية داخل الصالات

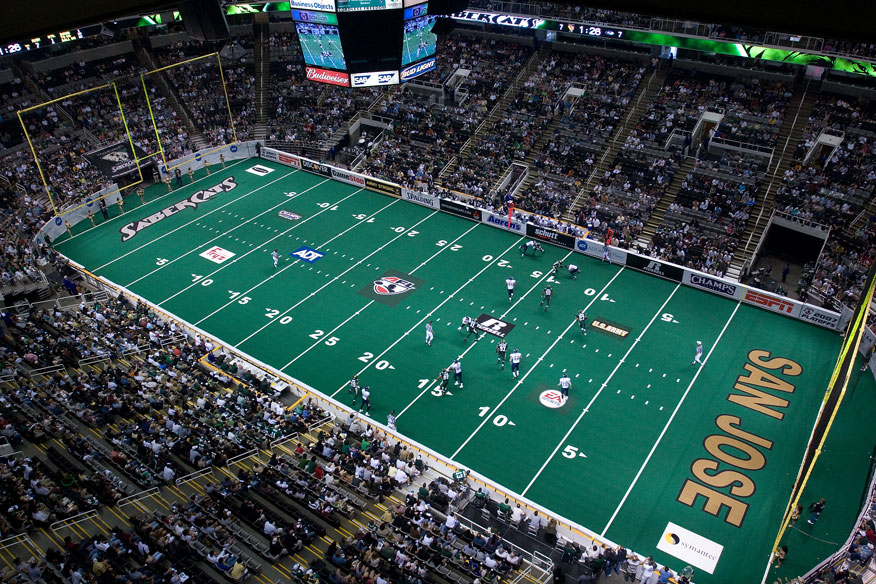
مباراة كرة قدم أمريكية داخل الصالات في 2007.

كرة القدم الأمريكية داخل الصالات (بالإنجليزية: Indoor American football)‏ وهي رياضة كرة القدم الأمريكية التي تلعب في داخل الصالات وتحديداً في ملاعب هوكي الجليد في الولايات المتحدة، وقوانين هذه اللعبة مصممة لكي تلعب بمساحة أصغر من كرة القدم الأمريكية في الهواء الطلق، حيث يكون الملعب أصغر فيها، وهناك دوري خاص لهذه اللعبة في الولايات المتحدة وهو دوري كرة القدم الأمريكية داخل الصالات Arena Football League، وقد صممت هذه اللعبة من قبل جيم فوستر في سنة 1987.